# 伊比拉皮坦加
伊比拉皮坦加（葡萄牙語：Ibirapitanga）是巴西巴伊亚州的一个市镇。总面积470.264平方公里，总人口18190人，人口密度38.7人/平方公里。